# Cleophas Oseso Tuka
Cleophas Oseso Tuka (ur. 26 listopada 1967 w Naivasha) – kenijski duchowny katolicki, biskup Nakuru od 2023.

## Życiorys
Święcenia kapłańskie otrzymał 24 czerwca 1995.
15 lutego 2023 papież Franciszek mianował go ordynariuszem diecezji Nakuru. Sakry udzielił mu 6 maja 2023 nuncjusz apostolski w Kenii – arcybiskup Hubertus van Megen.